# Самборский мебельный комбинат
Самборский мебельный комбинат — предприятие деревообрабатывающей промышленности в городе Самбор Львовской области Украины, прекратившее производственную деятельность.

## История
Самборская мебельная фабрика была создана после окончания Великой Отечественной войны на базе цехов артели «Спільна праця» и небольшого обозного завода. Она выпускала серийную и художественную мебель. В 1968 году основной продукцией фабрики являлись шкафы, диваны-кровати, школьные парты и бильярдные столы).
Позднее фабрика была реконструирована и преобразована в мебельный комбинат.
В целом, в советское время мебельный комбинат входил в число крупнейших предприятий города.
В мае 1995 года Кабинет министров Украины утвердил решение о приватизации комбината. В дальнейшем, государственное предприятие было преобразовано в открытое акционерное общество.
В мае 2003 года хозяйственный суд Львовской области возбудил дело о банкротстве Самборского мебельного комбината.

## Деятельность
Основной продукцией предприятия являлись мебельные наборы, шкафы и бильярдные столы.